# Phacellium inhonestum
Phacellium inhonestum är en svampart som beskrevs av Bonord. 1860. Phacellium inhonestum ingår i släktet Phacellium och familjen Mycosphaerellaceae.   Inga underarter finns listade i Catalogue of Life.